# Přešín
Přešín (německy Preschin) je vesnice, část obce Čížkov v okrese Plzeň-jih v Plzeňském kraji. Nachází se asi tři kilometry severozápadně od Čížkova. Přešín je také název katastrálního území o rozloze 5,83 km². Jeho nejvyšším bodem je vrch Maštýř (součást Švihovské vrchoviny) s nadmořskou výškou 662 metrů.

## Historie
První písemná zmínka o vesnici pochází z roku 1239.

## Obyvatelstvo
| Rok            | 1869 | 1880 | 1890 | 1900 | 1910 | 1921 | 1930 | 1950 | 1961 | 1970 | 1980 | 1991 | 2001 | 2011 | 2021 |
| -------------- | ---- | ---- | ---- | ---- | ---- | ---- | ---- | ---- | ---- | ---- | ---- | ---- | ---- | ---- | ---- |
| Počet obyvatel | 442  | 446  | 463  | 412  | 402  | 384  | 359  | 268  | 243  | 169  | 127  | 133  | 85   | 98   | 90   |
| Počet domů     | 59   | 60   | 61   | 62   | 64   | 65   | 67   | 72   | 67   | 61   | 49   | 53   | 54   | 53   | 58   |

## Obecní správa
Při sčítání lidu v letech 1850–1960 Přešín byl samostatnou obcí, se kterým patřil nejprve do okresu Plzeň, ale v roce 1950 v okrese Blovice. V letech 1961–1985 byl částí obce Železný Újezd v okrese Plzeň-jih. Od 1. ledna 1986 je částí obce Čížkov v okrese Plzeň-jih.

## Pamětihodnosti
- Hrad Strašná skála
- Vodní mlýn Na Krahulici čp. 44